# Astragalus ugamicus
Astragalus ugamicus är en ärtväxtart som beskrevs av Mikhail Grigoríevič Popov. Astragalus ugamicus ingår i släktet vedlar, och familjen ärtväxter. Inga underarter finns listade i Catalogue of Life.